# Philippe III de Namur
Philippe III de Namur, né vers 1319, tué à Famagouste en septembre 1337, est marquis de Namur de 1336 à 1337. Il est le quatrième fils de Jean Ier, marquis de Namur, et de Marie d'Artois.
Il succède en mars 1336 à son frère Gui II, alors qu'il se trouve en Suède, à la cour de sa sœur la reine Blanche. Il part ensuite vers l'Orient, et débarque dans l'île de Chypre. Il s'y livre à de tels excès que les habitants de Famagouste le massacrent avec ses compagnons. Il est inhumé avec son beau-frère le comte de Vianden, époux de sa sœur Marie de Namur, dans l'église des Cordeliers à Famagouste.

## Source
- Baron Emile de Borchgrave, « Philippe III de Namur », Académie royale de Belgique, Biographie nationale, vol. 17, Bruxelles, 1903 [détail des éditions], p. 320-321